# Metzlesberg
Metzlesberg ist ein Gemeindeteil der Stadt Feuchtwangen im Landkreis Ansbach (Mittelfranken, Bayern). Metzlesberg liegt in der Gemarkung Heilbronn.

## Geografie
Unmittelbar nördlich des Weilers mündet der Klingenbach als linker Zufluss in den Schönbach, der wiederum ein linker Zufluss der Sulzach ist. Der Ort liegt in Hanglage inmitten von Grünland mit vereinzeltem Baumbestand und Ackerland. Im Südosten liegt das Flurgebiet In der Lehmgrube, 1 km östlich erhebt sich der Vogelbuck (505 m ü. NHN). Eine Wetterstation befindet sich 0,75 km nördlich des Ortes auf dem Flurgebiet Schäferslacken. Eine Gemeindeverbindungsstraße führt nach Schönmühle (0,6 km westlich) bzw. nach Lichtenau (1,4 km östlich). Eine weitere Gemeindeverbindungsstraße führt nach Bernau (1,3 km südlich).

## Geschichte
Der Ortsname bedeutet abgeholzter Berg. Am 15. Juni 1396 verkaufte Hans Pryol aus Metzlesberg u. a. alle seine Güter, die er dort besaß, für 220 rheinische Gulden an das Feuchtwanger Stift. Das Stift hatte dort einen großen Schafhof mit ausgedehnten Weidegerechtigkeiten. In den Kirchenbüchern des 16. Jahrhunderts wurde der Ort als Etzelsberg bezeichnet.
Metzlesberg lag im Fraischbezirk des ansbachischen Oberamtes Feuchtwangen. Im Jahr 1732 bestand der Ort aus sieben Anwesen (drei Höfe, vier Halbhöfe) und aus einem Gemeindehirtenhaus. Die Dorf- und Gemeindeherrschaft und die Grundherrschaft über alle Anwesen hatte das Kastenamt Feuchtwangen. An diesen Verhältnissen hatte sich bis zum Ende des Alten Reiches nichts geändert. Von 1797 bis 1808 unterstand der Ort dem Justiz- und Kammeramt Feuchtwangen.
Mit dem Gemeindeedikt (frühes 19. Jahrhundert) wurde Metzlesberg dem Steuerdistrikt und der Ruralgemeinde Heilbronn zugeordnet. Im Zuge der Gebietsreform in Bayern wurde Metzlesberg am 1. Januar 1972 nach Feuchtwangen eingemeindet.

## Einwohnerentwicklung
| Jahr      | 001818 | 001840 | 001861 | 001871 | 001885 | 001900 | 001925 | 001950 | 001961 | 001970 | 001987 |
| Einwohner | 53     | 62     | 58     | 60     | 63     | 58     | 55     | 82     | 46     | 43     | 40     |
| Häuser    | 12     | 13     |        |        | 11     | 10     | 10     | 11     | 11     |        | 9      |
| Quelle    | [ 12 ] | [ 13 ] | [ 14 ] | [ 15 ] | [ 16 ] | [ 17 ] | [ 18 ] | [ 19 ] | [ 20 ] | [ 21 ] | [ 1 ]  |

## Religion
Der Ort ist seit der Reformation evangelisch-lutherisch geprägt und bis heute nach St. Johannis (Feuchtwangen) gepfarrt. Die Einwohner römisch-katholischer Konfession sind nach St. Ulrich und Afra (Feuchtwangen) gepfarrt.